# 博尔内勒 (旧市镇)
博尔内勒（法語：Bornel，法語發音：[bɔʁnɛl]）是法国瓦兹省的一个旧市镇，属于博韦区。2016年，博尔内勒与市镇昂塞维尔和福瑟斯合并为新的博尔内勒。

## 地理
博尔内勒（49°11'54"N, 2°12'33"E）面积12.48 平方千米，位于法国上法蘭西大區瓦兹省，该省份为法国北部内陆省份，北起索姆省，西接厄尔省和滨海塞纳省，南至塞纳-马恩省和瓦兹河谷省，东临埃纳省。
与博尔内勒接壤的市镇（或旧市镇、城区）包括：昂布兰维尔、昂塞维尔、贝勒埃格利斯、福瑟斯、泰勒地区弗雷努瓦、皮瑟勒欧贝热、阿龙维尔、弗鲁维尔、埃杜维尔。

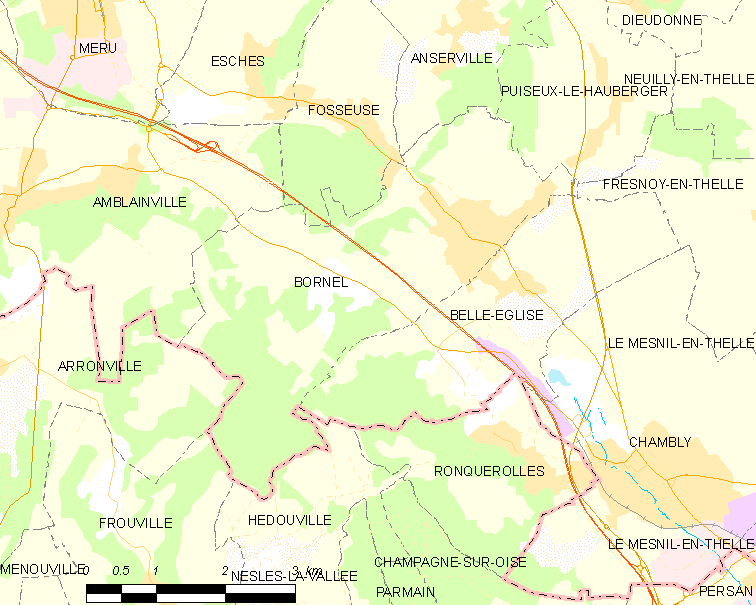
的OSM定位图

博尔内勒的时区为UTC+01:00、UTC+02:00（夏令时）。

## 行政
博尔内勒的邮政编码为60540，INSEE市镇编码为60088。

## 政治
博尔内勒所属的省级选区为梅吕县。

## 人口

1962-2008年间人口变化图示

博尔内勒于2013时的人口数量为3553人。